# ألكساندر فاسوسكي
ألكساندر فاسوسكي (مواليد 27 نوفمبر 1979 في سكوبي - مقدونيا) لاعب كرة قدم مقدوني يلعب حاليا لصالح نادي الدرجة الأولى آينتراخت فرانكفورت الألماني منذ 2005 في مركز قلب الدفاع . .

## مسيرته الكروية
لعب ألكساندر فاسوسكي خلال مسيرته الاحترافية مع 3 أندية في أربعة عشر موسمًا وسجل خلالها 9 أهداف ضمن 235 مباراة. ولم يفز بأي موسم بالكأس وفاز في موسمين بالدوري.
خاض ألكساندر فاسوسكي مسيرته مع FK Cementarnica 55 ‏ في موسم 1999–00 ولمدة موسمين، مشاركًا في 41 مباراة ولم يسجل أي هدف. ثم انتقل إلى نادي فاردار في موسم 2001–02 ليلعب معه أربعة مواسم، حيث شارك في 96 مباراة سجل خلالها 6 أهداف. لينتقل بعدها إلى نادي آينتراخت فرانكفورت في موسم 2004–05 ليلعب معه سبعة مواسم، مشاركًا في 98 مباراة سجل خلالها 3 أهداف.

## روابط خارجية
- ألكساندر فاسوسكي على موقع الاتحاد الأوربي (الإنجليزية)
- ألكساندر فاسوسكي على موقع قاعدة بيانات كرة القدم.إي يو (الإنجليزية)
- ألكساندر فاسوسكي على موقع بيانات كرة القدم. دي إي (الألمانية)
- ألكساندر فاسوسكي على موقع ناشيونال فوتبول تيمز (الإنجليزية)
- ألكساندر فاسوسكي على موقع عالم كرة القدم.نت (الإنجليزية)
- ألكساندر فاسوسكي على موقع كووورة